# Cosumnoperla sequoia
Cosumnoperla sequoia is een steenvlieg uit de familie Perlodidae. De wetenschappelijke naam van de soort is voor het eerst geldig gepubliceerd in 2007 door Bottorff.